# كيمبرلي جي براون
كيمبرلي جان براون (بالإنجليزية: Kimberly Brown)‏ (من مواليد 16 نوفمبر 1984) ممثلة أمريكية بدأت العمل من 1989 وحتى الآن، مثلت في فيلم تمبلويدس في 1999 مع جانيت مكتير وجافين اوكونور.

## روابط خارجية
- كيمبرلي جي براون على موقع IMDb (الإنجليزية)
- كيمبرلي جي براون على موقع ألو سيني (الفرنسية)
- كيمبرلي جي براون على موقع أول موفي (الإنجليزية)
- كيمبرلي جي براون على موقع قاعدة بيانات برودواي على الإنترنت (الإنجليزية)
- كيمبرلي جي براون على موقع قاعدة بيانات الأفلام السويدية (السويدية)
- كيمبرلي جي براون على موقع إن إن دي بي (الإنجليزية)
- كيمبرلي جي براون على موقع قاعدة بيانات الفيلم (الإنجليزية)
- كيمبرلي جي براون على موقع كينوبويسك (الروسية)